# Place François-II
La place François-II est une place de Nantes, en France.

## Situation et accès
Située sur l'île de Nantes, elle se présente sous la forme d'un plan carré d'environ 60 mètres de côtés, dont chaque angle est approximativement orienté vers les points cardinaux, et au centre duquel se trouve un rond-point d'une vingtaine de mètres de diamètre. En cela, elle est la réplique, en plus petites dimensions, de sa voisine, la place de la République, située à une centaine de mètres au sud-est, mais avec laquelle elle ne communique pas.
La place est traversée dans son axe est-ouest par la rue la Tour-d'Auvergne et sur son axe nord-sud par la rue Alain-Barbe-Torte, tandis que sur son côté nord-ouest débouche la rue des Architectes.
Sur le côté nord-ouest se trouvent les bâtiments de l'école nationale supérieure d'architecture (ENSA Nantes), ainsi que la « Direction technique du courrier » (DTC) de La Poste occupant eux-mêmes les locaux administratifs de l'ancienne biscuiterie BN.

## Origine du nom
Le nom de la place rend hommage au duc François II (1433-1488), père de la duchesse Anne de Bretagne.

## Historique
Les projets de travaux d'aménagement de la place commencèrent en 1852.
En 1904, la Biscuiterie nantaise fait construire, à l'angle nord-ouest de la place François-II, une usine en béton armé, où sont fabriqués, à partir de 1933, les Choco BN. L'entreprise déménage en 1968 à Vertou. Le bâtiment est alors rénové et occupé par la direction technique des PTT (devenus La Poste).
Durant le début des années 2000, la place, autrefois bordée par un certain nombre d'entrepôts, fait l'objet d'une réhabilitation urbanistique dans laquelle les bâtiments à destination industrielle laissent la place à des immeubles accueillant des commerces, des logements et des bureaux.

## Bâtiments remarquables et lieux de mémoire

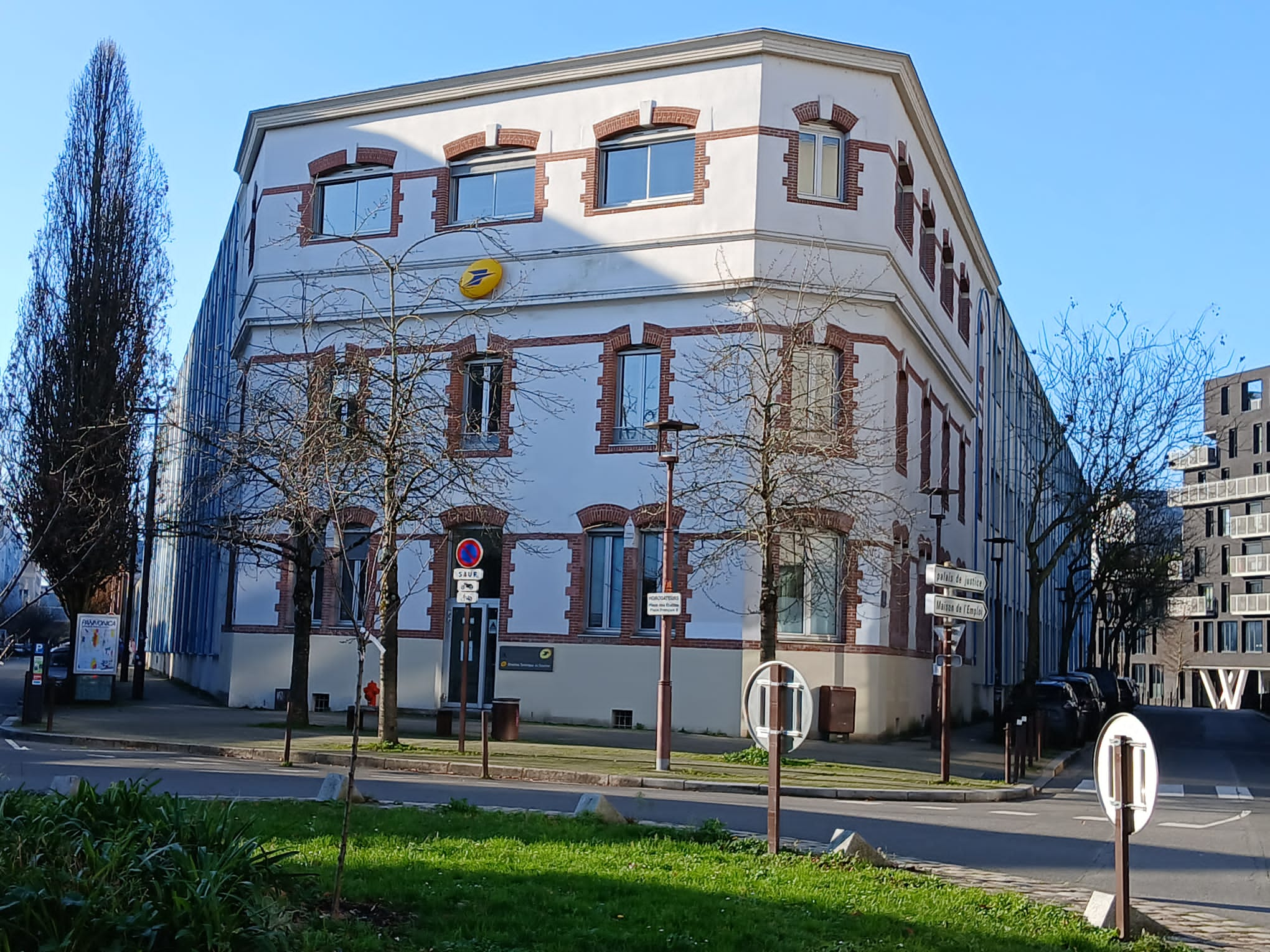
Ancienne usine Biscuiterie nantaise, reconvertie en bureaux pour La Poste.